# Stichting Opleiding en Onderzoek in Suriname
Stichting Opleidingen en Onderzoek in Suriname (SOOS) is een Surinaamse onderwijsinstelling op hbo-niveau. De stichting werd op 25 april 2002 opgericht.
Na een succesvolle afronding van een opleiding aan de SOOS wordt de titel Bachelor of Business Administration (BBS) toegekend. Er zijn twee studierichtingen: de nominaal 4-jarige Marketing en Management (MeM) en de 3-jarige Certificaatopleiding Economie (COE). Daarnaast worden trainingen gegeven. Voor de COE vond SOOS in 2007 samenwerking met het Instituut voor de Opleiding van Leraren. In oktober 2013 startte de eerste bacheloropleiding.
De SOOS werd opgericht door Querlyn Hidalgo. In 2015 had ze negen getrainde assessoren in dienst. In dat jaar studeerde ze zelf met een Master in Education af in de studierichting Innoveren en Implementeren.